# Consiglio nazionale ceramico
Il Consiglio nazionale ceramico è un organo di consulenza, con funzioni tecniche e di controllo, del Ministero dello sviluppo economico italiano. Il consiglio si occupa della salvaguardia e della valorizzazione della ceramica artistica prodotta in ambito nazionale, comunque localmente denominata (maiolica, porcellana, cotto ecc.).

## Composizione
Il Consiglio è composto da 27 membri, di cui 5 in rappresentanza degli organi di governo, 3 in rappresentanza delle regioni, 7 in rappresentanza dei comuni di radicata tradizione ceramica e 12 in rappresentanza dei produttori di ceramica artistica e tradizionale. Il Consiglio, presieduto dal Ministro per lo sviluppo economico, si rinnova ogni cinque anni.

## Funzioni
Il Consiglio assegna i riconoscimenti CAT (Ceramica artistica tradizionale) e CQ (Ceramica di qualità), stabilendone i rispettivi disciplinari di produzione e attuando gli opportuni controlli al fine di verificare il rispetto delle condizioni prefissate. Il marchio CAT è riservato alle sole manifatture storiche, purché attive in epoca contemporanea e rispettose della tradizione locale, mentre il marchio CQ spetta a quelle produzioni che, pur senza possedere o senza seguire una tradizione storica, appaiano comunque meritevoli di tutela. Il Consiglio partecipa inoltre, in collaborazione con regioni ed enti locali, all'organizzazione di un'esposizione internazionale da tenersi in luoghi di alta tradizione ceramica, alternativamente nel Mezzogiorno e nel Centro-Nord Italia, nonché ad ogni altra iniziativa volta a promuovere la produzione tradizionale o locale di ceramica artistica.